# 1 Dywizja Pancerno-Spadochronowa „Hermann Göring”
Dywizja Pancerno-Spadochronowa „Hermann Göring” (niem. Fallschirm-Panzer-Division 1. Hermann Göring) – niemiecka dywizja naziemna Luftwaffe w czasie II wojny światowej.

## Historia jednostki
Dywizja Pancerna „Hermann Göring” powstała w lipcu 1943 na Sycylii z rezerwowego personelu i pozostałości Dywizji „Hermann Göring” (dywizja ta z kolei wywodziła się z przedwojennej jednostki niemieckiej policji państwowej Landespolizei), rozbitej w Tunezji po przejściu długiego szlaku bojowego, m.in. przez atak na Polskę, Belgię, Holandię i Francję, walki na Bałkanach oraz inwazja na Związek Radziecki, a w końcu także w Afryce Północnej, gdzie w maju 1943 poddała się wraz z resztą Grupy Armii Afryka (Heeresgruppe Afrika).

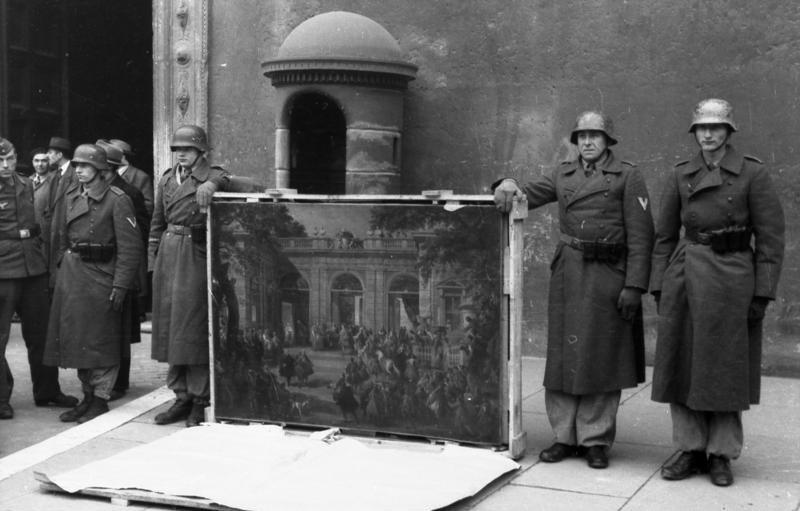
Żołnierze dywizji podczas ewakuacji klasztoru Monte Cassino, 1944

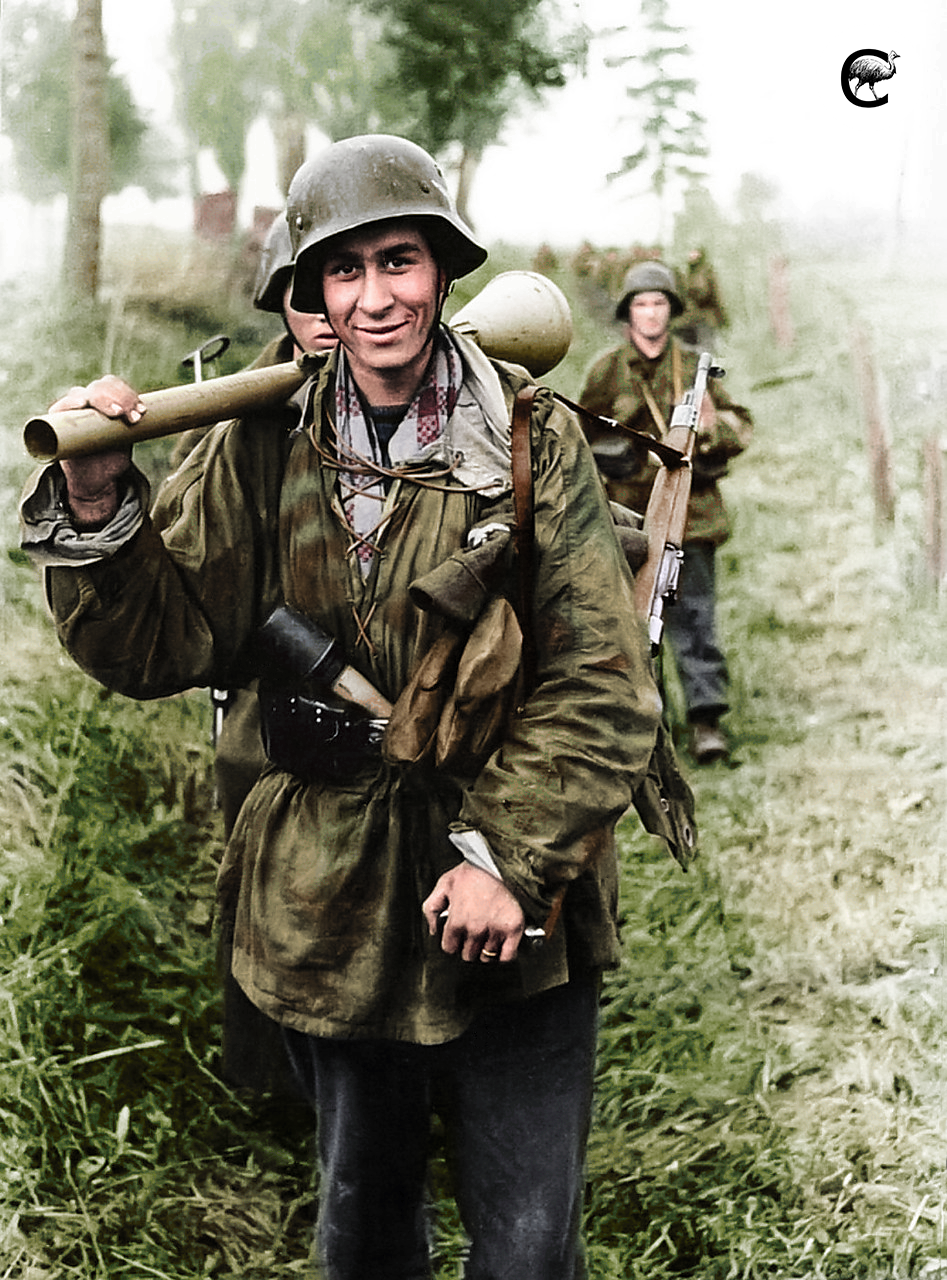
Żołnierz dywizji na froncie wschodnim, 1944

Od września 1943 odtworzona dywizja walczyła we Włoszech, biorąc udział w walkach pod Anzio i o utrzymanie Rzymu na linii Gustawa, ponosząc ciężkie straty. Jednostka brała udział także w rozbrajaniu niegdyś sojuszniczych wojsk włoskich oraz w ewakuacji dóbr kultury z klasztoru na Monte Cassino. W kwietniu 1944 przemianowano ja na dywizję „pancerno-spadochronową”, w praktyce tylko uzupełniając braki w ludziach i sprzęcie.
15 lipca 1944 dywizja wyruszyła koleją z Włoch ponownie na front wschodni. Po przybyciu w rejon Warszawy, dywizja weszła natychmiast do walki na przedmościu warszawskim, w Pogorzeli (gdzie zginął Heinz Göring, bratanek Hermanna Göringa). Dywizja powstrzymywała ataki radzieckiej 2 Armii Pancernej w rejonie Mińska Mazowieckiego i Wołomina. W międzyczasie wybuchło powstanie warszawskie, które zastało część oddziałów dywizji podczas wyładunku w rejonie Piastowa – oddziały te przebijały się następnie przez Wolę na Pragę, celem dołączenia do macierzystej jednostki. Następnie dywizja walczyła w rejonie Warki z przyczółkiem, jaki utworzyły oddziały sowieckie i polskie.
Od jesieni 1944 do maja 1945 jednostka walczyła na terenie kolejno Pomorza, linii Odry i Nysy, na Śląsku i w Saksonii.
Ostatecznie przemianowana jako Korpus Pancerno-Spadochronowy „Hermann Göring” (po połączeniu z właśnie powstałą 2 Dywizją Pancerno-Spadochronową „Hermann Göring”). 25 stycznia 1945 roku miała miejsce bitwa w Strumianach między radzieckimi siłami pancernymi. Po tej potyczce utworzono w Strumianach zbiorową mogiłę, w której spoczęło około 80 niemieckich żołnierzy. Później dywizja wzięła udział m.in. w bitwie pod Budziszynem, gdzie ponownie starła się z oddziałami polskimi, zadając ciężkie starty 2 Armii Wojska Polskiego. Resztki korpusu poddały się wojskom sowieckim i amerykańskim.

## Zbrodnie wojenne
1 Dywizja Pancerno-Spadochronowa Hermann Göring jest odpowiedzialna za wiele zbrodni wojennych popełnionych w wielu państwach na różnych frontach. Jedna z nich miała miejsce 29 czerwca 1944 w okolicach wioski Civitella in Val di Chiana, gdzie zostało zamordowanych 250 cywilów. Dywizja brała także udział w zbrodni w Cavriglia (173 ofiary), Monchio, Susano i Costrignano (130 ofiar) oraz Vallucciole (107 ofiar).
Żołnierze Dywizji Hermann Göring używali cywilów jako żywych tarcz, prowadząc ich przed swoimi czołgami w celu zdobywania barykad podczas tłumienia powstania warszawskiego.

## Dowódcy
- Generał Paul Conrath, 21 maja 1943 – 15 kwietnia 1944
- Generał-porucznik Wilhelm Schmalz, 16 kwietnia 1944 – 3 października 1944
- Generał-major Hanns-Horst von Necker, 4 października 1944 – 5 lutego 1945
- Generał-major Max Lemke, 5 lutego 1945 – 9 maja 1945

## Struktura organizacyjna
Skład w 1942:
- Divisionsstab
- Panzer-Regiment Hermann Göring
- Panzergrenadier-Regiment 1 Hermann Göring
- Panzergrenadier-Regiment 2 Hermann Göring
- Panzer-Aufklärungs-Abteilung Hermann Göring
- Panzer-Artillerie-Regiment Hermann Göring
- Flak-Regiment Hermann Göring
- Panzer-Pionier-Bataillon Hermann Göring
- Panzer-Nachrichten-Abteilung Hermann Göring
- Panzer-Nachschub- und Versorgungstruppen Hermann Göring
- Feldersatz-Bataillon Hermann Göring
- Instandsetzung-Abt. Hermann Göring
- Verwaltungstruppe Hermann Göring
- Sanitäts-Abt. Hermann Göring
- Divisionkampfschule Hermann Göring

Skład w 1944:
- Dowództwo i sztab (Divisionsstab)
- Kompania sztabowa (Stabskompanie)
- Grupa żandarmerii (Feldgendarmerietrupp)
- Spadochronowy Pułk Pancerny Hermann Göring (Fallschirm-Panzer-Regiment Hermann Göring)
- 1 Pułk Spadochronowy Grenadierów Pancernych Hermann Göring (Fallschirm-Panzergrenadier-Regiment 1 Hermann Göring)
- 2 Pułk Spadochronowy Grenadierów Pancernych Hermann Göring (Fallschirm-Panzergrenadier-Regiment 2 Hermann Göring)
- 1 Spadochronowo-Pancerny Pułk Artylerii Hermann Göring (Fallschirm-Panzer-Artillerie-Regiment 1 Hermann Göring)
- 1 Spadochronowo-Pancerny Dywizjon Rozpoznawczy Hermann Göring (Fallschirm-Panzer-Aufklärungs-Abteilung 1 Hermann Göring)
- 1 Spadochronowo-Pancerny Batalion Fizylierów Hermann Göring (1 Batalion Fallschirm-Panzer-Füsilier-Bataillon 1 Hermann Göring)
- 1 Spadochronowo-Pancerny Batalion Saperów Hermann Göring (Fallschirm-Panzer-Pionier-Bataillon 1 Hermann Göring)
- 1 Spadochronowo-Pancerny Batalion Łączności Hermann Göring (Fallschirm-Panzer-Nachrichten-Abteilung 1 Hermann Göring)
- 1 Spadochronowo-Pancerny Batalion Zapasowy Hermann Göring (Fallschirm-Panzer-Feldersatz-Bataillon 1 Hermann Göring)
- Poczta polowa (Feldpostamt 1 Hermann Göring)

## Reorganizacje
- Polizeiabteilung z. B.V. Wecke, luty 1933 – czerwiec 1933 (batalion policyjny)
- Landespolizeigruppe Wecke z. B.V, czerwiec 1933 – styczeń 1934 (jednostka Landespolizei)
- Landespolizeigruppe General Göring, styczeń 1934 – wrzesień 1935 (jednostka Landespolizei)
- Regiment General Göring, wrzesień 1935 – początek 1941 (pułk)
- Regiment (mot) Hermann Göring, początek 1941 – lipiec 1942 (pułk zmotoryzowany)
- Brigade Hermann Göring, lipiec 1942 – październik 1942 (brygada)
- Division Hermann Göring, październik 1942 – czerwiec 1943 (dywizja)
- Panzerdivision Hermann Göring, czerwiec 1943 – kwiecień 1944 (dywizja pancerna)
- Fallschirm-Panzer-Division 1. Hermann Göring, kwiecień 1944 – październik 1944 (dywizja pancerno-spadochronowa)
- Fallschirm-Panzerkorps Hermann Göring, październik 1944 – maj 1945 (korpus pancerno-spadochronowy)